# Katharina Graf-Janoska
Katharina Graf-Janoska, auch Katharina Janoska (geboren 1988 in Eisenstadt) ist eine österreichische Moderatorin und Autorin. Sie gilt als prominente Vertreterin der Volksgruppe der Roma im Burgenland.
Katharina Graf-Janoska studierte an der Universität Wien Vergleichende Literaturwissenschaft und Philosophie. 2013 gründete sie den Verlag Bu&Bu, in dem sie auch ihre eigenen Bücher verlegt. Zwei ihrer Bücher, Der Rebstock und KriegsROMAn, wurden für den Burgenländischen Buchpreis nominiert. Sie moderiert seit 2015 für den ORF das mehrsprachige Fernsehmagazin Servus Szia Zdravo Del tuha. Seit September 2022 moderiert sie auf ORF III gemeinsam mit Julia Hamedinger das Format Wir | Češi, Hrvati, Magyarok, Roma, Slováci, Slovenci, in dem alle zwei Wochen Beiträge der sechs in Österreich vertretenen autochthonen Volksgruppen in ihrer Muttersprache ausgestrahlt werden. 2021 sprach sie auf mehreren Veranstaltungen anlässlich des Holocaust-Gedenktages für Sinti und Roma.

## Publikationen
- Literatur von und über Roma : Unterschiede und Gemeinsamkeiten. Hochschulschrift. Edition lex liszt 12 2015. ISBN 978-3-99016-087-9
- Der Rebstock. Sachbuch, Bu&Bu Verlag 2016. ISBN 978-3-9504012-2-6
- KriegsROMAn : die Geschichte einer Familie. Roman,  Bu&Bu Verlag 2019. ISBN 978-3-9504012-5-7